# ヤマビコ
ヤマビコは、イネの品種の1つ。登録番号は水稲農林106号。旧系統における名称は東海7号。
1945年に農研機構（旧東海近畿農業試験場）で水稲農林22号と中京旭の掛け合わせにより誕生した、早生の品種である。後に日本晴との交配でアキツホが誕生した。